# Vojvodina Apulija in Kalabrija
Grofija Apulija in Kalabrija (latinsko Comitatus Apuliae et Calabriae), kasneje Vojvodina  Apulija in Kalabrija (latinsko Ducatus Apuliae et Calabriae) je bila normanska država, ki jo je ustanovil Viljem Hautevillski leta 1042 na ozemlju Gargana, Foggie, Apulije, Vulture in večina Kampanije. Grofija je bila povišana v vojvodino, ko je papež Nikolaj II. leta 1059 povišal Roberta Guiscarda v vojvodo.
Vojvodina je bila ukinjena leta 1130, ko je Rogerij II. Sicilski, zadnji vojvoda Apulije in Kalabrije, postal kralj Sicilije. Naziv vojvoda se je nato občasno uporabljal kot naziv naslednika sicilskega prestola.

## Zgodovina
Guaimar IV., vojvoda Salerna, se je že leta 1043 razglasil za vojvodo Apulije in Kalabrije, vendar mu ni uspelo zavzeti ozemlja, ki si ga je lastil. Njegovih teženj nista podpirala niti papež niti cesar Svetega rimskega cesarstva niti cesar Bizantinskega cesarstva. Zgodovinarji zato menijo, da to dejanje, če že ne pravno vprašljivo, zagotovo ni bilo potrjeno z dejanskim prevzemom oblasti nad temi deželami. Potezo salernskega vojvode je povzročil vdor Normanov,  ki so takrat ustanovili svojo grofijo Apulijo (v naslovu tudi Kalabrijo). Oblast nad ozemlji, ki so jih osvojili Normani na račun Bizantinskega cesarstva, si je lastil tudi rimski cesar Henrik III. in se leta 1047 razglasil za vojvodo Apulije in Kalabrije. Cesar ni dobil papeževega soglasja. Papež je oblast končno priznal na novo naseljeni dinastiji Huateville, svoji zaveznici proti Bizantinskemu cesarstvu.
23. avgusta 1059 je med prvo sinodo v Melfiju papež Nikolaj II. povzdignil Roberta Guiscarda, grofa Apulije in gospodarja Kalabrije, v vojvodo. S tem dejanjem je papež pretrgal pravno odvisnost južne Italije od njenega nekdanjega lastnika, bizantinskega cesarja. Po Melfijskem patentu je papež Robertu in njegovim dedičem podelil izključno oblast nad južno Italijo. To dejanje je hkrati potrdilo neodvisnost države od drugih kraljestev ali cesarja. Papež si je pridržal pravico do imenovanja  vojvode. Ta določila so bila vključena v kasnejši konkordat, ki je družini Hauteville dodatno naložil dolžnost oborožene obrambe papeža in vojvodi podelil obsežna pooblastila pri imenovanju škofov, kar je v praksi pomenilo predajo investiture v roke posvetnih oblasti.
V 70. letih 11. stoletja se je Vojvodina Apulija in Kalabrija širila na ozemlja, ki so jih posedovale neodvisne langobardske države v Kampaniji. Leta 1073 si je vojvodina podredila kneževino Amalfi, leta 1075 pa Neapelj. Leta 1077 je Robert po zmagoviti osvojitvi Salerna tja preselil svojo prestolnico.
27. septembra 1130 je princ  Rogerij II. od protipapeža Anakleta II. prejel naziv kralja Sicilije in svojim naslednikom kot okrožje namenil Vojvodino Apulijo in Kalabrijo. Leta 1135 je oblast prevzel Rogerij III. in glavno mesto vojvodine preselil nazaj v Melfi. Vojvodina je ostala domena prestolonaslednika Sicilije in se dedovalo po moški liniji.

## Nadaljnja usoda naslova
Sklicujoč se na dejanje Rogerija II., je Karel I. Anžujski leta 1266 obnovil častni naslov vojvode Apulije in Kalabrije in odstavil  obstoječega vojvodo Friderika II. Naslov se je v tej obliki dedoval po moški liniji najprej med Anžujci  (1266–1481) in nato zaporedoma med Valoisi (1481–1589) in Bourboni (od 1589). V 18. stoletju je španski kralj Karel III. v strahu pred naraščajočim nasprotovanjem Kalabrijcev naslov izbrisal iz seznamov dvornega ceremoniala.  Neuradno ga še vedno uporablja rodbina Bourbonov,  tako španska kot sicilska, ki svoje pravice do naslova utemeljuje s patentom Karla I.
Po združitvi Italije si je italijanska kraljeva hiša pridržala vse obstoječe in nekdanje nazive princ, grof in višje, ki so se uporabljali v zvezi z določenimi deli ozemlja kraljevine. Leta 1861 je bilo ozemlje, ki ustreza vojvodini, vključeno v Kraljevino Italijo. Do 1. januarja 1948 je bilo v domeni  predstavnikov vladajoče hiše. Čeprav v nasprotju z določbami italijanske ustave, ga še vedno uporablja na podlagi starega kraljevega in civilnega prava.

## Seznam grofov in vojvod
Za prvega grofa Apulije in Kalabrije se običajno šteje Viljem Železna roka. Leta 1047 je cesar Svetega rimskega cesarstva Henrik III. Guaimarju odvzel vojvodski naslov. Viljemovemu bratu in nasledniku Drogu je podelil naslov dux et magister Italiae comesque Normannorum totius Apuliae et Calabriae (vojvoda in gospodar Italije ter grof Normanov vse Apulije in Kalabrije) in ga postavil za svojega neposrednega vazala.
Grofi
- 1042 – 1046: Viljem I. Železna roka
- 1046–1051: Drogo
- 1051–1057: Umfredo
- 1057–1059: Robert Guiscard

Vojvode
- 1059–1085: Robert Guiscard
- 1085–1111: Rogerij Borsa
- 1111–1127: Viljem II. Apulijski

Leta 1127 je vojvodina prešla na grofa Sicilije. Naslov vojvode se je s prekinitvami uporabljal za dediče sicilske krone.
- 1127–1134: Rogerij II. Sicilski, v letih 1130-1154 tudi kralj Sicilije
- 1134–1148: Rogerij III, Apulijski, sin Rogerija II. Negovemu naslovu je ugovarjal 
  - Ranulf II. Alifski, kandidat papeža Inocenca II. in cesarja Lotarja II.
- 1148–1154:  Viljem I. Sicilski, v letih 1154–1166 tudi kralj Sicilije
- 1154–1161: Rogerij IV. Apulijski, sin Viljema I.

Po smrti Rogerija IV. je naslov ostal prazen in bil morda leta 1181 oživljen za kratkoživečega sina Viljema II. Sicilskega
- Bohemonda Apulijskega

Naslov je leta 1189  oživil Tankred Sicilski za svojega najstarejšega sina:
- 1189–1193: Rogerij V. Sicilski